# بالومار 6
بالومار 6 هي مجرة تتبع كوكبة الحواء. اكتشفها جورج أوغدن آبيل في 1952.

## روابط خارجية
- بالومار 6 على موقع ويكي سكاي: DSS2, SDSS, GALEX, IRAS, Hydrogen α, X-Ray, Astrophoto, Sky Map, Articles and images